# Lara Croft and the Guardian of Light
Lara Croft and the Guardian of Light – platformowa gra akcji stworzona przez Crystal Dynamics, wydana w formie cyfrowej przez Square Enix na platformy Microsoft Windows, PlayStation 3, Xbox 360 i iOS. Od wcześniejszych gier z serii Tomb Raider odróżnia ją silny nacisk położony na rozgrywkę w trybie kooperacji. W grze wieloosobowej gracz wciela się w postać Lary Croft lub majańskiego wojownika Toteca. Postaci muszą ze sobą współpracować, aby powstrzymać złego ducha Xolotla i odnaleźć Dymiące Zwierciadło. Gra oferuje także tryb dla jednego gracza, w którym sprawuje on kontrolę wyłącznie nad Larą, a postać Toteca jest w nim nieobecna.
Gra po raz pierwszy zaprezentowana została 14 czerwca 2010 roku podczas targów E3. W Stanach Zjednoczonych i Wielkiej Brytanii Guardian of Light wydany został 18 sierpnia 2010 roku w usłudze Xbox Live Arcade. 28 września gra trafiła do dystrybucji na platformach Steam i PlayStation Network. W dniu premiery gra oferowała wyłącznie możliwość kooperacji w trybie lokalnym – kooperacja poprzez Internet dodana została w późniejszym czasie. 16 października 2010 roku w Ameryce Północnej gra wydana została na urządzenia z systemem iOS, umożliwiając rozgrywkę w kooperacji za pośrednictwem Wi-Fi i Bluetooth. Przez krótki czas za darmo udostępniony został również dodatkowy zestaw map do pobrania.
Podczas targów E3 2014 zapowiedziano kontynuację gry, Lara Croft and the Temple of Osiris, mającą pojawić się na komputerach osobistych i konsolach ósmej generacji.

## Rozgrywka
W przeciwieństwie do poprzednich odsłon serii, będących grami przygodowymi z perspektywą trzeciej osoby, Guardian of Light jest nieliniową „inspirowaną grami arcade” grą w rzucie izometrycznym, zbliżoną do Tomb Raider: The Prophecy na konsolę Game Boy Advance. Oferuje również grę w trybie kooperacji, w którym gracz obejmuje kontrolę nad Larą Croft lub Majem Totekiem. Obie grywalne postaci posiadają unikalne dla nich bronie i umiejętności. Podobnie jak w poprzednich odsłonach, Croft nosi przy sobie dwa pistolety z nielimitowaną ilością amunicji i bosak służący do pokonywania rozpadlin. Totec dzierży włócznie, wykorzystywane jako broń bądź jako „drabina” dla Croft. Obie postaci noszą nieograniczoną liczbę min. Gra daje również możliwość eksplorowania grobowców i rozwiązywania zagadek środowiskowych.
Guardian of Light oferuje również tryb dla jednego gracza, do którego w dowolnym momencie – za pośrednictwem Internetu bądź lokalnie – dołączyć może druga osoba. W kampanii dla pojedynczego gracza kieruje on wyłącznie Croft – Totec nie wspomaga jej w przygodzie, dlatego posiada ona należący do niego sprzęt i umiejętności. Zmieniono również część zagadek i map, dostosowując je do możliwości osoby grającej w pojedynkę. Reżyser gry wyjaśnił, że rozwiązanie takie wprowadzono, ponieważ nie chciano, aby gracze wpadali we frustrację musząc polegać na sztucznej inteligencji.

### Gra wieloosobowa
W trybie wieloosobowym gra polega na pracy zespołowej. Croft może wykorzystywać tarcze Toteca jako mobilne platformy, kiedy ten trzyma je nad głową. Może również wykorzystywać wbijane przez niego w ściany włócznie do przemiaszczania się w niedostępne obszary. Wraz z postępem w grze Totec uczy się od Croft obsługi współczesnych broni, jak np. karabiny. Po zabiciu wroga nad jego ciałem pojawiają się punkty – czerwone, jeśli został on zabity przez Croft, bądź niebieskie, jeśli przez Toteca. Po obszarach rozsiane są bonusy, np. kryształy zwiększające liczbę punktów zdobywanych przez gracza. Wysoka liczba punktów po zakończeniu poziomu nagradzana jest nowymi broniami i ulepszeniami. W celu zwiększenia rywalizacji, liczba wrogów i kryształów na mapach jest ograniczona.

## Fabuła
Dwa tysiące lat temu w Ameryce Centralnej rozpoczęła się walka pomiędzy Obrońcą Światła Totekiem a Strażnikiem Mroku Xolotlem. Armia Toteca została rozbita, gdy Xolotl użył Dymiącego Zwierciadła, wyzwalając hordy upiornych stworzeń. Totec przeżył bitwę i znalazł sposób na pokonanie Xolotla, więżąc go w Dymiącym Zwierciadle, samemu stając się nieśmiertelnym strażnikiem zaklętym w kamiennym posągu. W czasach obecnych Lara Croft stara się odnaleźć Zwierciadło. Po długiej podróży udaje się jej odnaleźć artefakt, jednak podczas jego oględzin zostaje zaatakowana przez najemników dowodzonych przez miejscowego watażkę. Nie wierząc w klątwę ciążącą nad Zwierciadłem, zabiera on je, uwalniając Xolotla. Statua Toteca ożywa i przestrzega Larę, że Xolotl musi zostać powstrzymany przed zachodem słońca. W zależności od liczby graczy, Lara i Totec łączą siły, bądź rozdzielają się, próbując na własną rękę pokonać Xolotla.

## Produkcja
Guardian of Light nie zalicza się do głównej gałęzi marki Tomb Raider, będąc początkiem nowej serii zatytułowanej Lara Croft. Karl Steward, dyrektor ds. marki, wyjaśnił w jednym z wywiadów: „Po zakończeniu prac nad wieńczącym trylogię Underworld skończyła się dla nas również pewna epoka. Spędziliśmy w studiu kilka miesięcy eksperymentując, próbując podjąć decyzję odnośnie do tego, jaki kierunek obrać”. Dodał także, że wszystkie osoby pracujące nad Guardian of Light pracowały również nad poprzednimi trzema grami (Tomb Raider: Legenda, Anniversary i Underworld). Gra opracowana została na tym samym silniku graficznym co Underworld, użyto w niej również realistycznych efektów oświetlenia, realistycznego cieniowania i wielu obiektów o realistycznej fizyce.
Producent gry, Forest Large, w jednym z podcastów przyznał, że jako miejsce akcji rozważano Nowy Orlean, jednak ze względu na ograniczenia czasowe ostatecznie osadzono ją w Ameryce Centralnej, zapożyczając z poprzedniej gry różne elementy, jak np. roślinność, i modyfikując je na potrzeby Guardian of Light. Produkcja gry nie wpłynęła na prace nad kolejną częścią głównej serii, Tomb Raider. W grze wykorzystano kompozycje Troelsa Folmanna i Colina O’Malleya stworzone na potrzeby Legendy, Anniversary i Underworld.

## Dystrybucja
Lara Croft and the Guardian of Light jest grą dostępną wyłącznie w cyfrowej dystrybucji. Pierwszą platformą, na której się pojawiła, był Xbox Live Arcade, gdzie gra zadebiutowała 18 sierpnia 2010 roku. Według Karla Stwarta „umowa z Microsoftem odnośnie do uczestnictwa w jego cieszącej się dużą popularnością promocji Summer of Arcade gwarantuje czterotygodniową wyłączność gry na tę platformę”. Pierwotnie tryb kooperacji przez Internet miał zostać uruchomiony 28 października 2010 roku, w dniu premiery gry na platformach Steam i PlayStation Network, jednak został on opóźniony. 22 listopada 2010 roku w wersji na PlayStation 3 dodany został tryb kooperacji przez Internet, z kolei dzień później udostępniono go graczom pecetowym. 16 grudnia 2010 roku w Ameryce Północnej gra trafiła na urdządzenia iPad, iPod i iPhone. Chociaż układ poziomów jest identyczny jak w wersjach na PC, Xboksa 360 i PlayStation 3, wersja na urządzenia z iOS zawiera tylko dziesięć, zamiast czternastu poziomów – po ukończeniu poziomu „Twinsting Bridge” gracz przenoszony jest od razu do poziomu „Xolotl’s Stronghold”. Wersja na urządzenia z iOS nie zawiera również DLC, umożliwia jednak kooperację sieciową za pośrednictwem Wi-Fi i Bluetooth.

### Zawartość do pobrania
Po premierze w okresie od października do grudnia 2010 roku wydano łącznie pięć dodatków do gry. Trzy z nich – All the Trappings, Things That Go Boom i A Hazardous Reunion – zawierały nowe mapy i łamigłówki. Drugi dodatek nie pojawił się na Xboksie 360 ze względu na „nieprzewidziane problemy”. Dwa ostatnie dodatki wprowadzały możliwość grania postaciami z innych gier Eidos Interactive – Razielem i Kainem z serii Legacy of Kain oraz Kane’em i Lynchem z gry Kane & Lynch: Dead Men. Pierwszy dodatek otrzymał trzydziestodniową wyłączność na konsolę Microsoftu.

## Odbiór
Lara Croft and the Guardian of Light spotkała się z pozytywnym przyjęciem krytyków. W październiku 2010 roku serwis IGN umieścił grę na 14. miejscu listy dwudziestu pięciu najlepszych produkcji wszech czasów dostępnych za pośrednictwem Xbox Live Arcade. Krytycy uznali, że produkcja znakomicie wykorzystuje potencjał Lary Croft. W ciągu pierwszych sześciu tygodni sprzedaży za pośrednictwem XLA sprzedano 98 tys. kopii gry. 22 czerwca 2013 roku łączna sprzedaż gry na wszystkich platformach wynosiła ponad milion sztuk.
Daemon Hatfield z portalu IGN wystawił grze ocenę 8,5/10, stwierdzając, że „The Guardian of Light jest najlepszym Tomb Raiderem od długiego czasu”, zaznaczając jednak, że fabuła i dialogi są „zdecydowanie najsłabszą stroną gry”. Chris Watters z serwisu GameSpot również wystawił wersji ocenę 8,5, argumentując, że grę cechują „przemyślane łamigłówki i ładna oprawa wizualna, a za sprawą zróżnicowanych zadań i wartościowych nagród każdy poziom aż prosi się, żeby przechodzić go ponownie”. Recenzent skrytykował jednak „miałką i niezapadającą w pamięć fabułę”. Tom Hoggins z telegraph.co.uk stwierdził, że „Lara Croft and the Guardian przywraca dawną chwałę królowej gier przygodowych”. Matt Cabral z GamePro również wysoko ocenił produkcję – wystawiając ocenę 4,5/5 podsumował, że jest ona „zgrabnym połączeniem sztandarowych dla serii łamigłówek, eksploracji i walki w zupełnie nowym opakowaniu”. Podobnie jak większość krytyków skrytykował fabułę, dodał jednak, że „The Guardian of Light zwiastuje triumfalny powrót jednej z najbardziej ikonicznych bohaterek w historii gier komputerowych”. Keza MacDonald z Eurogamer wystawił ocenę 9/10: „Historia to bełkot, jednak Lara jest wyluzowana jak zawsze, pojawienie się olbrzymich jaszczurzych demonów komentując stoickim »O mój boże«”. Meagan Marie z „Game Informer” ocenę 9/10 skomentowała stwierdzeniem, że „dając The Guardian of Light szansę Crystal Dynamics ponownie odkrył ukryty potencjał drzemiący w Larze. Ci, którzy obawiali się kierunku, w jakim podążyła gra, mogą spać spokojnie. Wiemy już, że Lara jest tak wszechstronna, jak i elastyczna”. Tom Orry z VideoGamer.com ocenę 9/10 skomentował stwierdzeniem, że gra jest „bez wątpienia jedną z najbardziej imponujących pod względem wizualnym produkcji dostępnych w cyfrowej dystrybucji”.